# Mont Tourvéon
Le mont Tourvéon, avec ses 944 mètres, est, derrière le mont Saint-Rigaud (1 009 mètres), le mont Monet (1 000 mètres) et la roche d'Ajoux (970 mètres), le quatrième sommet des monts du Beaujolais. Il est situé dans le département du Rhône sur le territoire des communes de Chénelette, Saint-Didier-sur-Beaujeu et Vernay. Il domine le Brionnais, le Charolais, le Clunisois et le Mâconnais mais le panorama est un peu caché par les arbres. Au sommet, subsistent les restes d'une ancienne forteresse qui fut rasée au cours du IXe siècle, sur ordre de Louis le Pieux dit la légende.

## Légende
La forteresse fut surnommée château de Ganelon, du nom du fameux traître de la Chanson de Roland qui, selon une légende locale, s'y serait réfugié. Auteur de nombreuses exactions et actes de cruauté, il aurait été enfermé dans un tonneau (n'oublions pas qu'on est dans le Beaujolais...) hérissé de pointes et de clous et qu'on aurait précipité dans la pente (assez raide) du mont.